# Taitō Harikiri Daifugō
Taitō Harikiri Daifugō (タイトーハリキリ大富豪?) es un videojuego de naipes para teléfonos móviles que incluía personajes de distintos juegos de Taito como Bubble Bobble o KiKi KaiKai entre otros. Fue desarrollado y publicado por Taito en 13 de julio de 2006 (como EZ!), solo en Japón. 